# مجموعة قتالية

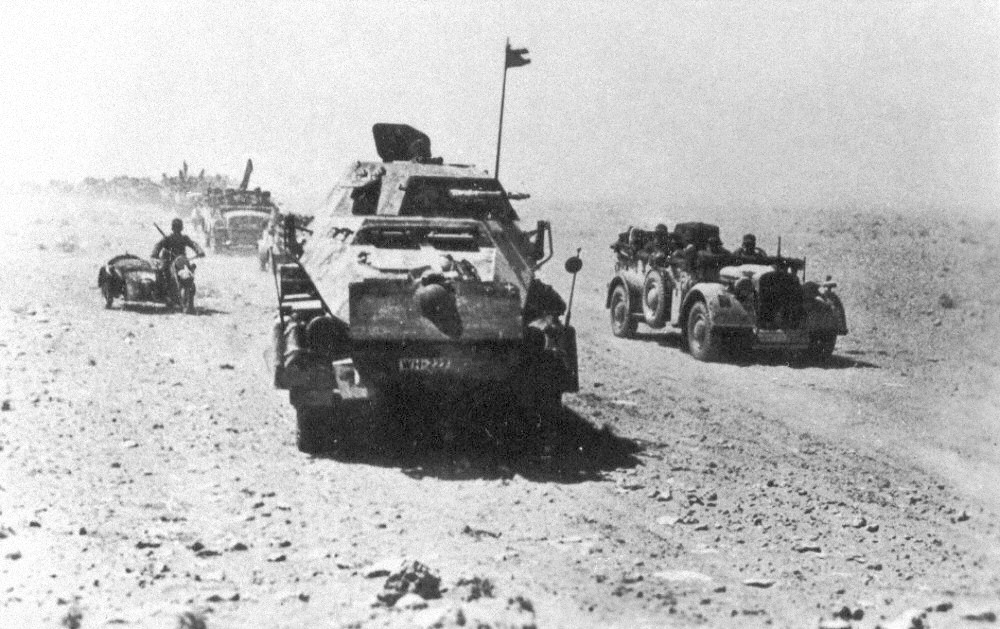
بانزرجيكر - أبتيلونغ 39 (جزء من "المجموعة القتالية غراف"، من فرقة الدبابات 21)

في التاريخ العسكري واللغة العامية العسكرية ، المصطلح الألماني (كامفجروبا - Kampfgruppe) يمكن أن يشير إلى تشكيل قتالي من أي نوع، ولكن في الغالب إلى ذلك الذي استخدمه الفيرماخت في ألمانيا النازية وحلفائها خلال الحرب العالمية الثانية، وإلى حد أقل، للإمبراطورية الألمانية في الحرب العالمية الأولى.